# Deák Ferenc tér (stacja metra)
Deák Ferenc tér to stacja metra w Budapeszcie i zarazem jego najważniejszy węzeł przesiadkowy. Oddana do użytku została w roku 1896. Krzyżują się tu trzy linie metra: M1, M2 i M3. Stacja położona jest pod placem Ferenca Deáka, jednym z ważniejszych punktów Pesztu. W jej pobliżu znajduje się duży węzeł komunikacyjny. Dzięki temu mieszkańcy Budapesztu mogą szybko zmienić środek transportu i bardzo łatwo dotrzeć do każdego punktu w mieście. 
Wygląd stacji w ciągu linii żółtej jest odmienny od klasycznego wystroju tej nitki budapeszteńskiego metra. Został on zmieniony w latach siedemdziesiątych XX wieku. Na dawnym przystanku zorganizowano niewielkie muzeum historii budapeszteńskiej kolejki podziemnej. 